# Eight Days a Week
Eight Days a Week (englisch für „Acht Tage die Woche“) ist ein Lied der britischen Band The Beatles aus dem Jahr 1964. Es wurde im Wesentlichen von Paul McCartney geschrieben, allerdings unter Angabe der bei den Beatles üblichen Autorenschaft Lennon/McCartney veröffentlicht. Das Lied erschien zuerst auf dem vierten Studioalbum der Band Beatles for Sale am 4. Dezember 1964. Markant an dem Lied ist das Intro, das aus einem bei den Beatles und generell in der Popmusik unüblichen Fade-in besteht. The Beatles: Eight Days a Week – The Touring Years ist zudem ein in London am 15. September 2016 erstmals gezeigter Film über die Tourneen der Beatles.

## Entstehung
Die Idee zu dem Lied hatte Paul McCartney, der jedoch in späteren Interviews zwei unterschiedliche Geschichten zur Entstehung des Liedtitels erzählte. Zum einen schrieb er den Ausspruch dem Beatles-Schlagzeuger Ringo Starr zu, dessen Wortspiele wiederholt für Liedtitel verwendet wurden (A Hard Day’s Night und Tomorrow Never Knows). In einem weiteren Interview berichtete McCartney, dass der Ausspruch von einem Chauffeur stamme, der ihn einmal zu John Lennon nach Weybridge gefahren habe. Am Ende der Fahrt habe McCartney ihn gefragt, was er in letzter Zeit gemacht hat, woraufhin dieser antwortete „Ach, ich habe acht Tage die Woche gearbeitet“ und McCartney umgehend seine Titelidee Lennon mitteilte. Ursprünglich war geplant, Eight Days a Week als Single zu veröffentlichen, bis die Beatles I Feel Fine fertigstellten und man sich stattdessen dafür entschied. In Großbritannien wurde Eight Days a Week nicht als Single veröffentlicht, dafür aber in den USA.
John Lennon mochte das Lied nicht und sagte 1980 dazu: „Eight Days A Week war nie ein guter Song. Wir hatten Mühe, es aufzunehmen und kämpften darum, daraus einen Song zu machen. Es war seine [McCartney] ursprüngliche Schöpfung, aber ich denke, wir haben beide daran gearbeitet. Ich bin nicht sicher. Aber es war trotzdem lausig.“

## Aufnahme
Eight Days a Week wurde am 6. Oktober 1964 in den Londoner Abbey Road Studios aufgenommen. Produzent war George Martin, Norman Smith war der Toningenieur. Während die Beatles bislang stets mit fertigen Arrangements im Studio zu ihren Aufnahmen erschienen, entstand das Arrangement für Eight Days a Week direkt im Studio. Insgesamt nahmen die Aufnahmen sieben Stunden in Anspruch, mit einer Viertelstunde Pause. Für den Anfang des Liedes probierten Lennon und McCartney verschiedene Ideen aus. Das Intro wurde zunächst nur auf akustischen Gitarren gespielt, die bei späteren Takes um Gesang erweitert wurden. Zunächst hatte die Aufnahme einen klassischen Beginn, erst ab Take 6 wurde das Fade-in in die Aufnahmesessions eingeführt und bis zum besten Take 13 beibehalten. Das später veröffentlichte Intro entstammt Take 7 der Session. Das Outro des Liedes wurde separat am 18. Oktober 1964 aufgenommen.
Die Abmischungen des Liedes erfolgten am 27. Oktober 1964 in Mono und in Stereo.
Besetzung
- John Lennon: Akustikgitarre, Gesang, Händeklatschen
- Paul McCartney: Bass, Gesang, Händeklatschen
- George Harrison: Leadgitarre, Gesang, Händeklatschen
- Ringo Starr: Schlagzeug, Händeklatschen

## Veröffentlichungen
- Am 13. November 1964 erschien in Deutschland das sechste Beatles-Album Beatles for Sale, auf dem Eight Days a Week enthalten ist. In Großbritannien wurde das Album am 4. Dezember 1964 veröffentlicht, dort war es das vierte Beatles-Album.
- In den USA dagegen wurde Eight Days a Week am 15. Februar 1965 als Single veröffentlicht und erreichte den ersten Platz der Billboard Charts. In Deutschland erschien am 10. Februar 1965 die Single No Reply / Eight Days a Week, die Platz fünf mit der A-Seite und mit der B-Seite Platz 7 der deutschen Hitparade erreichte.
- In Großbritannien wurde am 6. April 1965 die EP Beatles for Sale veröffentlicht, auf der sich Eight Days a Week befindet.
- Am 14. Juni 1965 erschien in den USA das Album Beatles VI, auf dem sich auch Eight Days a Week befindet.
- In den kommenden Jahren wurde Eight Days a Week für folgende Kompilationsalben der Beatles verwendet: 1962–1966 (1973), 20 Greatest Hits (1982, US-Version) und 1 (2000).
- Im November 1995 erschienen auf dem Album Anthology 1 zum einen eine Zusammenstellung von Outtakes der Versuche 1, 2 und 4 (unter dem Titel Eight Days a Week [sequence]), zum anderen der komplette Take 5, der ein alternatives Arrangement aufweist (unter dem Titel: Eight Days a Week [complete]).
- Am 6. November 2015 wurde das Album 1 zum zweiten Mal wieder veröffentlicht. Dabei sind bei einigen Liedern, die von Giles Martin und Sam Okell neu abgemischt wurden, deutlich hörbare Unterschiede zu vernehmen, so wurde die Stereoanordnung des Gesangs bei Eight Days a Week verändert.[4][5]
- Die Tourneedokumentation The Beatles: Eight Days a Week – The Touring Years hatte am 15. September 2016 ihre Premiere in London.[6]
- Am 10. November 2023 wurde das Kompilationsalbum 1962–1966 erneut wiederveröffentlicht, auf diesem befindet sich Eight Days a Week in einer von Giles Martin und Sam Okell 2023 neu abgemischten Version.

## Coverversionen
Es wurden über 130 Coverversionen von Eight Days a Week veröffentlicht.
Im Jahr 1975 veröffentlichten Procol Harum den Song auf ihrem achten Studioalbum Procol’s Ninth.

## Auszeichnungen für Musikverkäufe
| Land/Region                  | Auszeichnungen für Musikverkäufe (Land/Region, Auszeichnung, Verkäufe) | Verkäufe  |
| ---------------------------- | ---------------------------------------------------------------------- | --------- |
| Vereinigte Staaten (RIAA)    | Gold                                                                   | 1.000.000 |
| Vereinigtes Königreich (BPI) | Silber                                                                 | 200.000   |
| Insgesamt                    | 1× Silber · 1× Gold ·                                                  | 1.200.000 |